# Joe Greene
Joe Greene (* 17. února 1967 Wright-Patterson Air Force Base, Dayton, Ohio) je bývalý americký atlet, jehož specializací byl skok daleký.

## Kariéra
V roce 1992 na letních olympijských hrách v Barceloně vybojoval výkonem 834 cm bronzovou medaili. Na stupních vítězů ho doplnili krajané Mike Powell (stříbro) a Carl Lewis (zlato). O rok později získal stříbrnou medaili na halovém MS v Torontu, kde prohrál jen s Kubáncem Iván Pedrosem. Na Mistrovství světa v atletice 1993 ve Stuttgartu však skončil v kvalifikaci. Těsně pod stupni vítězů, čtvrtý skončil na halovém MS 1995 v Barceloně.
Na letní olympiádě 1996 v Atlantě skočil ve třetí sérii do vzdálenosti 824 centimetrů a patřila mu stříbrná medaile. O stříbro ho však v poslední sérii připravil James Beckford z Jamajky, který skočil 834 cm. Greene vybojoval druhý bronz. V roce 1997 získal bronz také na halovém MS v Paříži, kde si ve finále vytvořil výkonem 841 cm osobní rekord. V témže roce neprošel na světovém šampionátu v Athénách kvalifikací, když jeho nejdelší pokus měřil jen 715 cm.